# یواس‌ان‌اس گیر (تی-ای‌جی‌اوآر-۲۱)
یواس‌ان‌اس گیر (تی-ای‌جی‌اوآر-۲۱) (به انگلیسی: USNS Gyre (T-AGOR-21)) یک کشتی بود که طول آن ۱۶۵' بود. این کشتی در سال ۱۹۷۳ ساخته شد.